# Trailblazer (ciruela)
Trailblazer es una variedad cultivar de ciruelo (Prunus cerasifera),
una variedad de ciruela cuyo origen es un ejemplar de ciruela que se asemeja a 'Mirobolan'.
Las frutas tienen un tamaño mediano, de forma muy regular, semi esférico, achatado en los polos, color de piel rojo claro o carmín intenso, y pulpa infusionada de color rojo carmín intenso, transparente, con textura muy blanda, extraordinariamente jugosa, fibrosa, y sabor dulce, almibarado, excepto un poco ácido junto al hueso.  Tolera las zonas de rusticidad según el departamento USDA, de nivel: 5a (-28,8 a -26,1 °C), resistente a heladas (WH 1 - 6).

## Sinonimia
- "P. cerasifera 'Hollywood'",
- "P.cerasifera 'Trailblazer".

## Historia
'Trailblazer' es una variedad de ciruela obtenida en 1947 por Mrs M.M. Smith en Portland, Oregón, EE. UU. Introducida en los circuitos comerciales en 1952.

'Trailblazer' está cultivada en diversos bancos de germoplasma de cultivos vivos, tales como en National Fruit Collection (Colección Nacional de Fruta) de Reino Unido con el número de accesión: 1976-042 y Nombre Accesión : Trailblazer (EMLA). El espécimen fue recibido en el «National Fruit Trials» (Probatorio Nacional de Frutas), para evaluar sus características en 1976.

## Características
'Trailblazer' árbol de crecimiento fuerte y saludable. Atractivas hojas rojas, capullos florales rosados que abren en flores blancas. Tiene un tiempo de floración que comienza a partir del 28 de marzo con el 10% de floración, para el 8 de abril tiene una floración completa (80%), y para el 18 de abril tiene un 90% de caída de pétalos. Buenos polinizadores de esta variedad 'Red Cherry Plum', y 'Gypsy'. Muy buen polinizador de otras variedades de ciruelos.
'Trailblazer' tiene una talla de fruto de tamaño pequeño a mediano (promedio 40,15gr), de forma muy regular, oval oblongo, ligeramente puntiagudo en el ápice, con la sutura poco acentuada, línea más clara que el color de la chapa, transparente, superficial en toda su extensión; epidermis muy fuerte y ácida, apenas pruinosa, pringosa, sin pubescencia, siendo su piel de color rojo claro o carmín intenso, punteado escaso, pequeño y difícil de apreciar sobre todo en la zona pistilar; Pedúnculo mediano (promedio 15,07mm), fino, fuertemente adherido a la carne, saliendo una gota de almíbar al desprenderlo, ubicado en una cavidad del pedúnculo estrecha y poco profunda, apenas rebajada en la sutura y el lado opuesto; pulpa infusionada de color rojo carmín intenso, transparente, con textura muy blanda, extraordinariamente jugosa, fibrosa, y sabor dulce, almibarado, excepto un poco ácido junto al hueso.
Hueso adherente, pequeño, elíptico, poco sobresaliente, superficie semi lisa, basta y áspera al tacto.
Su tiempo de recogida de cosecha se inicia en la segunda decena de agosto.

## Usos
La ciruela 'Trailblazer' se comen crudas de fruta fresca en mesa, y valiosa para fines de preparados culinarios. Como planta ornamental de pequeños jardines y jardines de patio.